# Peștera Huda lui Papară
Peștera Huda lui Papară este peștera din Munții Trascăului care cumulează toate superlativele : cea mai lungă, cea mai denivelată, cea mai dificilă, cea mai mare sală, cu cea mai înaltă galerie, cu cel mai lung curs subteran, cu cel mai mare debit, cu cea mai mare cascadă, cu cea mai mare colonie de lilieci din Europa, cu cele mai lungi și mai numeroase excentrite, cu cel mai mare depozit de chiropterit din România

## Localizare

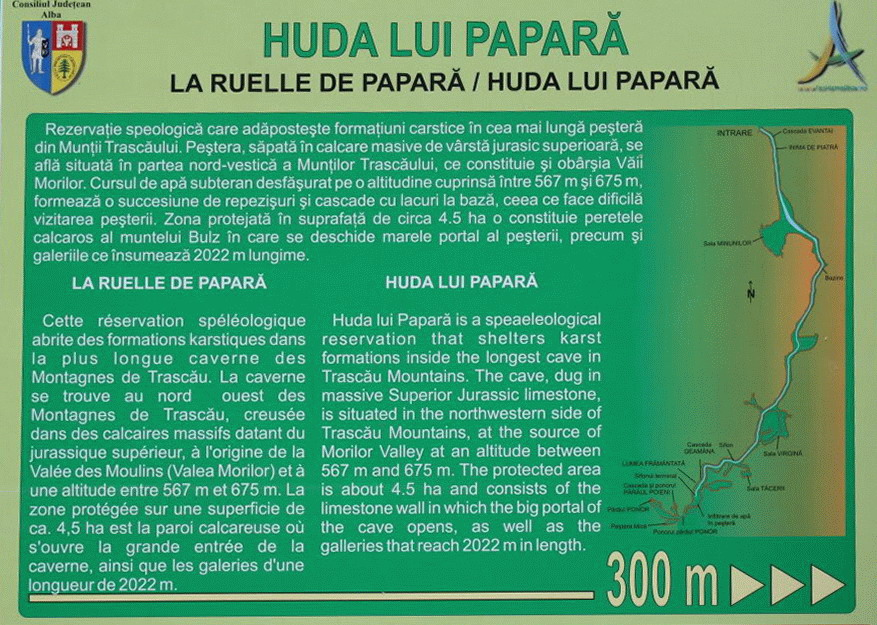
Huda lui Papară (panou informativ)

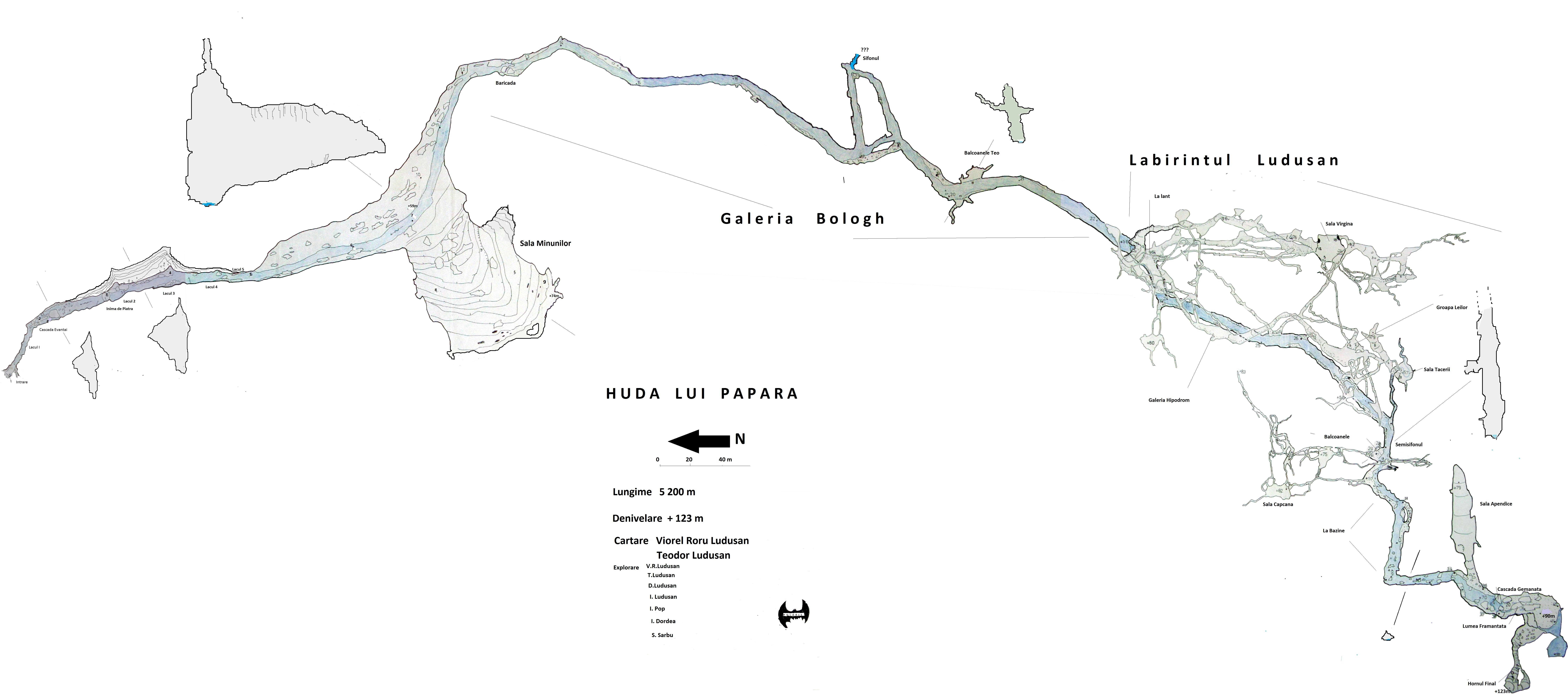
Harta peșterii (de Viorel Roru Ludușan)

Sub Piatră

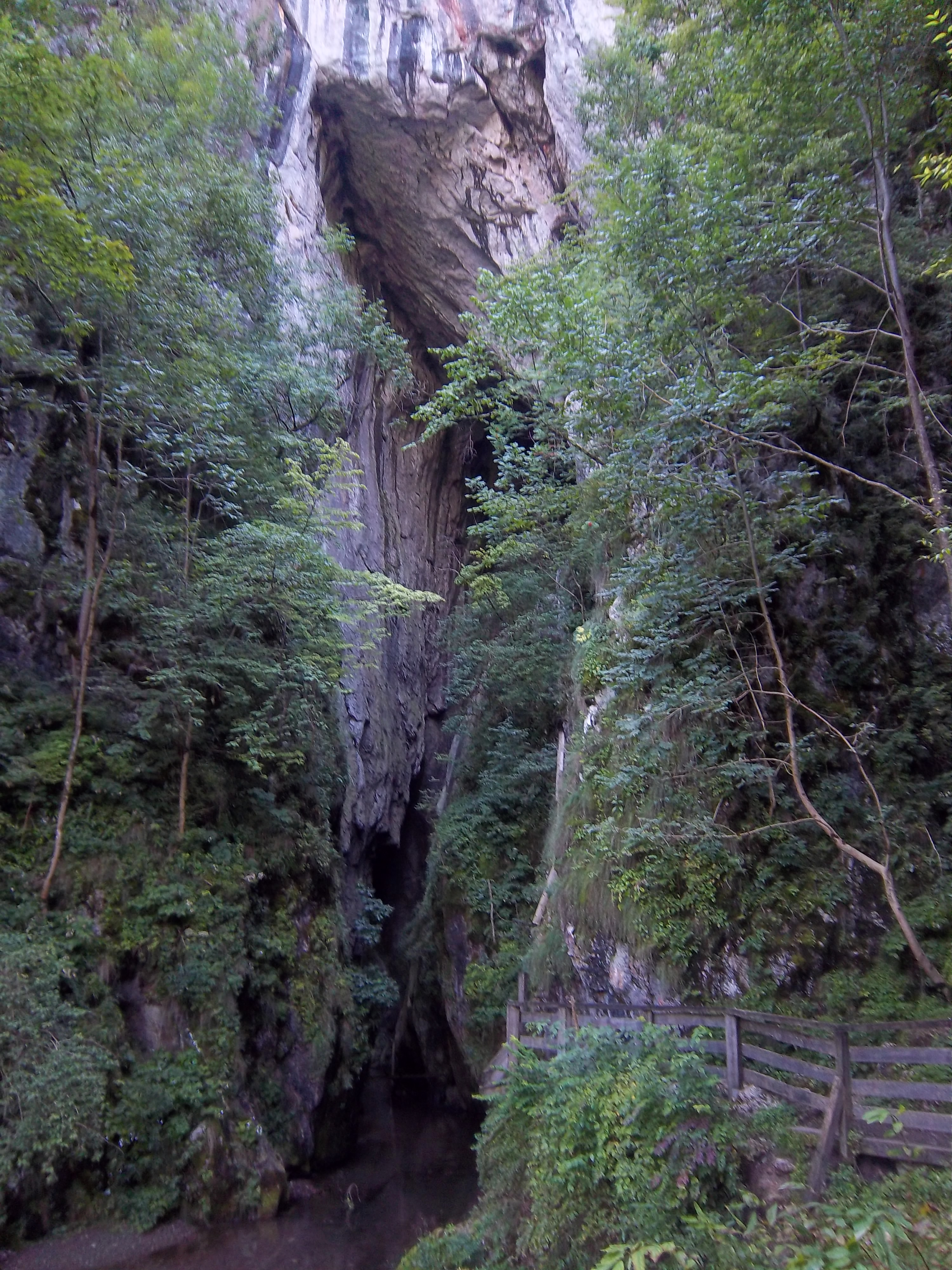
Huda lui Papară

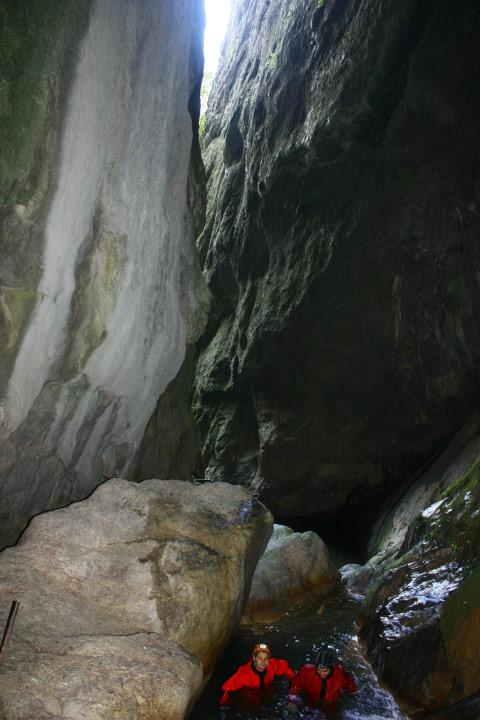
Galeria activă - Bogdan Anghene

Peștera se află pe teritoriul satului Sub Piatră, comuna Sălciua, județul Alba, în partea de nord-vest a Munților Trascăului, la obârșia pârâului Valea Morilor, afluent pe dreapta al Arieșului. Altitudinea absolută este de 567 m. Este cea mai lungă peșteră din Munții Trascăului. Se poate ajunge la ea  pe drumul național DN75 Turda-Câmpeni, până în localitatea Sălciua de Jos, iar de aici pe drumul comunal  asfaltat, circa 5 km până în cătunul Sub Piatră.

## Toponomie
Huda este un regionalism ce înseamnă cale ingustă, groapă, gaură în pământ, peșteră sau adăpost.
Papară poate avea la origine latinul papa ce înseamnă conducator religios, preluat în limbile "barbare" papar. Deci Huda lui Papară ar putea înseamna adăpostul, casa conducatorului religios. În preistorie și în vremea dacilor peștera a fost folosită ca locuință și loc de cult.  Nu departe, la nici 20 km distanță se află ruinele cetații dacice, Apoulon (Piatra Craivii) cladită în sec. al 3-lea i.e.n., pe vremea regelui Rubobostes(unde se crede că Decebal și-a pus capăt zilelor). Zamolxes, zeul dacilor s-a retras într-o peșteră din Trascău, cea mai mare și mai vizibilă. Aceasta ar putea fi Huda lui Papară. 
Preluat din latină, modelat în română  a rezultat Huda lui Papară.
Mai sunt și câteva explicații umoristice care leagă substantivul papară de omletă, născocite de ghizii inventivi care au administrat peștera în anii '80. Dupa DEX, papară este un fel de mâncare preparată din felii de pâine prăjită, presărate cu brânză și opărite (cu apă sau cu lapte). Așa ceva nu se cunoaște în zonă. Mâncarea făcută din ouă bătute, cu slănină friptă, ceapă verde și brânză o numesc păpăraie.

## Descriere
Peștera este o străpungere hidrologică a fâșiei de calcare tithonice în extremitatea vestică a Masivului Bedeleu. Trei pâraie (Ponor, Poieni și Seacă) își unesc apele colectate dintr-un bazin de 150 km² și se pierd în masivul de calcar la Vânătările Ponorului. Această arie cumulează caracteristicile unei polje  dar specialiștii în domeniu încă nu au clasificat-o ca atare. Cele trei pâraie au fost cândva tributare bazinului hidrografic Rîmeț, dar au fost captate subteran și mutate bazinului hidrografic Arieș. Apa ce dispare în Ponorul Vânătare, apare în partea terminală a peșterii după numai 15–18 m. și după ce parcurge pe galeria activă un traseu S-N de 1.200 m cu o cădere de 92 m apare la lumină printr-un gigantic portal.
Intrarea, la altitudine absolută de 567 m orientată N-NV este înaltă de aproape 40 m și pare o despicatură artificială în peretele de calcar, baza îngustă de 6 m fiind ocupată de un lac cu o adâncime de până la 2 m. Lungimea lui de 50 m este primul obstacol în explorarea peșterii și este urmat imediat de Cascada Evantai, un bloc de piatră peste care alunecă întregul debit de apă al pârâului și care trebuie escaladată. Urmează, la doar 18 m, o stancă înfiptă între pereții galeriei. Este Inima de Piatră care, trecută pe dedesubt, prin apă, dă acces la baza baricadei, o îngrămădire de blocuri ce trebuie escaladate. Galeria se lărgește în partea stangă și pe peretele înclinat se poate înainta mai ușor. Apa curge năvalnic aici prin zeci de marmite turbionare  cu pereții plini de lingurițe . Lumina de afară este încă puternică aici și după încă două lacuri ce se trec prin apă, peretele din partea dreaptă dispare în întuneric.
Este Sala Minunilor, un gol imens de 56/92 m și o înalțime record de 102 m. Ea adapostește un depozit de 60 vagoane de chiropterit. Aici, ca și în restul peșterii, hibernează cele mai mari colonii de lilieci din Europa. Tavanul acestei săli este plin de stalactite excentrice, anemolite lungi de până la 8 m. 
Revenind la galeria activă, în amonte, se escaladează Baricada Mare după care galeria se îngustează și devine mai ușor accesibilă. În partea stângă, la 600 m de la intrare, se deschid două galerii scurte care se unesc după câteva zeci de metri și se termină într-un sifon (Sifonul Roru) parțial explorat. După ce coboară 3 m, sifonul devine orizontal și se îngustează. Pereții sunt curați, plini de lingurițe iar podeaua este acoperită cu pietriș rotunjit, dovada unui curs foarte lung. Sifonul poate fi depășit de o echipă bună de scufundători cu echipament adecvat. Apa ce apare din acest sifon are cu totul o altă origine decât Vânătările Ponorului.
Continuând explorarea pe galeria principală în amonte, după 200 m se ajunge La lanțuri, o verticală de 8 m. Odată urcată această verticală, se pătrunde într-o galerie largă și împodobită cu scurgeri parietale. Ea se termină după 50 m, deasupra unei verticale de 12 m care dă acces în Sala Virgină. Aici începe cel mai lung labirint fosil al peșterii, Labirintul Ludușan de peste 2 km de galerii ascendente, descendente, intersectate care conectează tavanul activului cu Sala Virgină sau Sala Tăcerii. În punctul numit Groapa Leilior, se ating 102 m denivelare pozitivă. Acest sistem fosil este explorat parțial.
Sala Virgină, are podeaua acoperita cu o salbă de gururi .imaculate. De aici, pe o galerie ingustă se ajunge la activ. După mai puțin de 100 m, tot pe stânga, se întâlnește bifurcația ce duce în Sala Tăcerii. După bifurcație urmează Sala Crucii cu Sifonul. Pe dreapta, după ce se depașește sifonul, printr-o fisură a peretelui greu de găsit, se pătrunde în Labirintul Ludușan prin alt mare sistem fosil. Acesta este format din galerii dezvoltate pe diaclaze la intersecția cărora, prin prăbușiri au apărut săli, puțuri. și hornuri.. De remarcat este hornul care are bază în Sala Crucii interserctat cu o galerie fosilă la 20 m înaltime. Privind în sus din acel punct nu se vede capătul, înălțimea lui fiind apreciată la mai mult de 50 m. .
Revenind la galeria activă, după 100 m se ajunge sub Cascada Gemânată care poate fi trecută la liber de un bun cățărător. Aici este finalul peșterii, în Lumea Frământată. Pe dreapta, se poate cățăra un horn ce duce până la 123 denivelare pozitivă fată de intrarea peșterii. La baza peretelui terminal, apa apare printre imense stânci prin fisuri impenetrabile. Până la lumina zilei, la Vânătările Ponorului, mai sunt 18 m. Temperatura aerului în coridorul principal este cuprinsă între 10–11,5 °C, iar în Sala Minunilor de la 13 °C până la peste 20 °C.

## Condiții de vizitare
Peștera a fost amenajată pentru vizitare in 1986 dar amenajarea a fost distrusă în întregime de viituri. 
Vizitarea ei poate fi facută numai insotiti de un ghid de turism speologic , cu echipament specific pesterilor cu apa, cu autorizatie de la Comisia Patrimoniului Speologic si aviz de la Agentia Nationala pentru Arii Naturale Protejate .
Peștera este o capcană care poate surprinde vizitatorii în caz de ploaie torențială în poljia de la Vânătările Ponorului sau topirea bruscă a zăpezii.
În anul 1980 o echipă de la Polaris Blaj condusă de Viorel Ludușan este surprinsă de o viitură cauzată de topirea zăpezilor în Labiritul Ludușan pe care tocmai îl descoperiseră. Reacția rapidă a speologilor, buna lor pregatire și faptul că Viorel Ludușan cunoștea foarte bine peștera, i-a salvat.
Situația se repetă în 2010 cand 3 speologi de la Geoda Târgu Mureș sunt surprinși de viitură aproape de finalul peșterii. Ei reușesc să se întoarcă pe galeria activă urmărind scăderea nivelului apei. Aproape de intrarea peșterii, după 24 de ore, întîlnesc echipele salvamont alertate de colegii rămași afară care îi ajută să parcurgă ultima porțiune foarte dificila.
Echipament necesar: costum de neopren, coardă, surse de lumină.
În 2013 peștera a fost închisă cu poartă metalică și vizitarea a fost restrictionata .

## Istoric

### 50 000 de ani în urmă

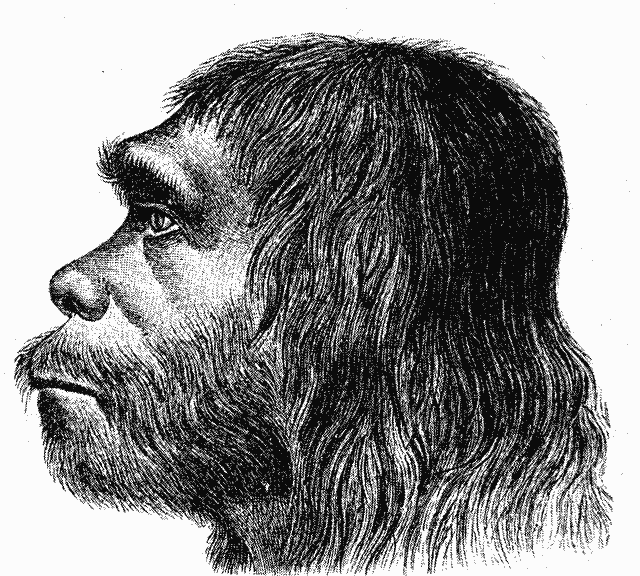
Fața schițată a Neanderthalului

O excursie în trecutul îndepărtat al zonei, scoate în lumina amețitoarea succesiune a mileniilor, în negura cărora se pierde viața oamenilor. Apusenii, dupa “citirea” arheologică, sunt locuiți din Paleolitic.
Dimensiunile gigantice ale acestei peșteri, intrarea înaltă de 40 m, galeria de 100 metri înalțime, Sala Minunilor de 56/92 metri și temperatura ridicata +12 până la +20 grade C au făcut cu sigurantă din aceasta o atracție pentru om de la apariția lui în zonă. Și primul om în zonă a fost Omul de Neanderthal în urmă cu 50 000 de ani. Urmele lăsate în galeria activă au fost cu siguranță sterse de viituri dar în Sala Minunilor, în masa imensă de chiropterit cu sigurantă se găsesc stratificate viețile miilor de generații care au trait aici.

### 6 000 de ani în urmă
În plină epocă a bronzului cănd probabil a fost descoperit aurul Apusenilor, așezările umane explodează și urcă de pe văile fertile ale râurilor pe varfurile munților, pană la 1300 m altitudine. La Sălciua, lângă peștera Huda lui Papară, au fost descoperite morminte tumulare vechi de 5 milenii. 
De la sfârșitul acelei epoci a fost descoperit în zona intrării un celt de bronz, depus ca ofrandă zeului într-o fisură a peretelui de calcar.
Puternica gintă a Apulilor, dacii din Munții Trascăului au ridicat nu departe de aici Cetatea Craivi, un veritabil cuib de vulturi la care se poate ajunge urmând un adevarat traseu alpinistic. A fost ultimul punct de rezistență și probabil locul în care regele Decebal și-a pus capăt zilelor.

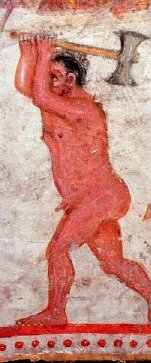
Zalmoxis. Detaliu dintr-un mormânt trac de la Aleksandrovo, Bulgaria.

Templul religios de aici dovedește că cetatea stăpânita de Burebista a fost cândva a lui Zalmoxes, regele zeu al dacilor, care la bătrânețe s-a retras într-o peșteră.

### Peștera zeului Zamolxes
Huda lui Papară ar putea fi peștera din muntele Kogaionon în care s-a retras regele zeu al dacilor pentru patru ani.
Controversele asupra personalității lui Zamolxe au început să apară odată cu menționarea lui de către Herodot, părintele istoriei, care recunoaște cinstit că Zamolxe a trăit în jurul anului 1400 îC și nu a fost un zeu închipuit. El este unul din cei trei profeți ai lumii : Zamolxe, Zaratustra și Moise. Cât despre retragerea lui în peșteră și apariția după 4 ani nu a avut rolul de mister inițiatic ci a fost o lecție pentru poporul care poate nu îi urma toate îndemnurile.
Mitologicul munte dacic care a fost sediul lui Zamolxis sau locuința marelui preot dac a fost Kogaionon. Semnalat de greci, muntele nu a fost identificat. Presupunerile duc spre Gugu, Ceahlăul, Dealul Grădiștii sau Omu. Dar toate sunt ipoteze romantice. Strabon scrie despre peștera de retragere a lui Zamolxis care se află în acest munte. Muntele luase numele de la  râul ce curgea alături, deci râul era mai important decât muntele. Suprapunând hata antică cu cea a României moderne, acest râu se afla mai la nord decât toate locurile identificate mai sus.
Puterea dacilor era data de bogația lor, de aurul pe care-l aveau din filoanele Apusenilor și care ajungea nu numai în Grecia ci și în Egipt, Mesopotamia sau Persia. Toată politica și religia se sprijinea pe aur deci e normal ca regii și preoții să fie lângă izvorul aurului. Cel mai important râu al Daciei era Arieșul, râul aurului. Și lângă acest râu este muntele cu peștera în care regele zeu s-a retras patru ani. Cel mai impozant munte lânga Arieș, plin de cetăți dacice este Trascăul cu monumentala peștera Huda lui Papară,posibila peștera lui Zamolxes.

### Evul Mediu
Pe la 1300, oamenii de Sub Piatră, cătunul format pe Paraul Morilor, au ridicat o mica bisericuță de lemn pe delusorul din fața intrării în peșteră. Menirea ei era să-i protejeze pe localnici de forțele necurate din adâncul peșterii care provocau regulat viituri în zona. Bisericuța a fost arsă de tătari, dinamitată de armata imperială a generalului Bucov, dar refăcută de fiecare dată. În forma actuală a fost reclădită în 1797 și refacută in 1993. Alături s-a construit dupa 1990 o manăstire de calugărițe cu hramul Sfintei Cuvioasă Paraschiva.

### Sec.XIX
La 1839 Lenk v. Trauenfels menționează în scrierile sale această peșteră cu superlative dar nu pătrunde în ea din cauza dificultaților întâlnite încă de la intrare.

### Actual
În anul 1954 un grup de speologi clujeni conduși de geologul Ernő Balogh reușesc o performanță de excepție pentru acea vreme. Explorează întreaga galerie activă de peste 1200 metri și înca 800 m. de galerii fosile. Dar lucrul extraordinar e realizarea unei harți cu teodolitul de o precizie greu de egalat.
În 1979 și anii urmatori, clubul de speologie Polaris Blaj format în principal din frații Ludușan (Nicolae, Viorel, Dorel, Teodor, Ioan și Mircea) Iosif Pop, Ilie Sabău, Ioan Dordea, Gino Sălăjan, Sorin Sârbu, Victor Ciufudean  și Nunu Ciufudean,Titi Mateica încep explorarea sistematică a peșterii. Prima tentativă, în plina iarnă Viorel și Teodor Ludușan fac o recunoastere a zonei active fără descoperiri notabile. În vara urmatoare, Viorel Ludusan inpreuna cu Victor Ciufudean si Sarbu Sorin, descoperă deasupra Sălii Virgine o vastă rețea fosilă de aproape 2 km. În timpul turelor de cartare Teo Ludusan si Victor Ciufudean excaladează hornurile de pe activ, descoperind scurte galerii fosile. Forțand o diaclază îngustă în spatele sifonului, Viorel Ludusan
descoperă al doilea sistem fosil. Este explorat și cartat în mai multe ture. Lungimea totală a peșterii este de 5 200 m. iar denivelarea de +123 m. Este cea mai lungă și cea mai denivelată peșteră din Munții Trascău. Potențialul peșterii este însă mult mai mare.
În 1986 acelaș club speologic Polaris ia inițiativa amenajării turistice a peșterii. Acțiunea începe în 1 august. Sunt prezenți Viorel, Ioan, Mircea și Dana Ludușan, Eugen și Dodo Cindrea, Vasile Kucinski, Naghy Martin, Bogdan Broșteanu, Ovidiu și Gabriel Băcioiu, Florin Oprea. Sunt confecționate și montate 12 podețe metalice, două scări și amenajate căteva sute de metri de poteci. Dupa 31 de zile se putea vizita în pantofi de stradă cea mai fantastică peșteră din Apuseni. Amenajarea a fost întreținută de membrii clubului câțiva ani după care a trecut în administrarea primariei Sălciua. Lipsa de pricepere a acestora a dus la degradarea treptată a amenajării, în final o viitură de proporții distrugând-o complet.
În 2002, Clubul Polaris este afiliat Universității "1 Decembrie 1918" din Alba Iulia, sub coordonarea prof.univ.dr.geolog Nicolae Ludușan, care ia în custodie și Peștera "Huda lui Papară". În colaborare cu asociația "ALBAMONT", în anul 2004 începe acțiunea de reamenajare pentru vizitare a peșterii, printr-un program cu finanațare europeană, amenajrea nefiind, deocamdată, finalizată.

## Biologie
Fauna cavernicolă este în curs de cercetare. Aici se află cea mai bogată faună chiropteră din Europa, cea mai mare colonie de lilieci de pe bătrânul continent. Cercetările conduse de profesorul universitar Ioan Coroiu de la Facultatea de biologie a Universității din Cluj Napoca, au început în 1998, iar măsurătorile propriu-zise din 1999. Atunci au fost identificați 5.000-6.000 de indivizi, din 6 specii. In iarna lui 2007-2008, numărătoarea a indicat cca 84.000 de lilieci din 9 specii. Huda lui Papară este, astfel, singura peșteră europeană unde numarul chiropterelor cunoaște o evoluție pozitivă și constantă. Numărul cel mai mare de lilieci este dat, în special de 4 specii: Miniopterus schreibersi, Pipistrelus pipistrelus, Myotis myotis, Rhinolophus ferrumequinum.
În peșteră au mai fost semnalate gasteropode, păianjeni, pseudoscorpioni, coleoptere carabide și diverse rozătoare.

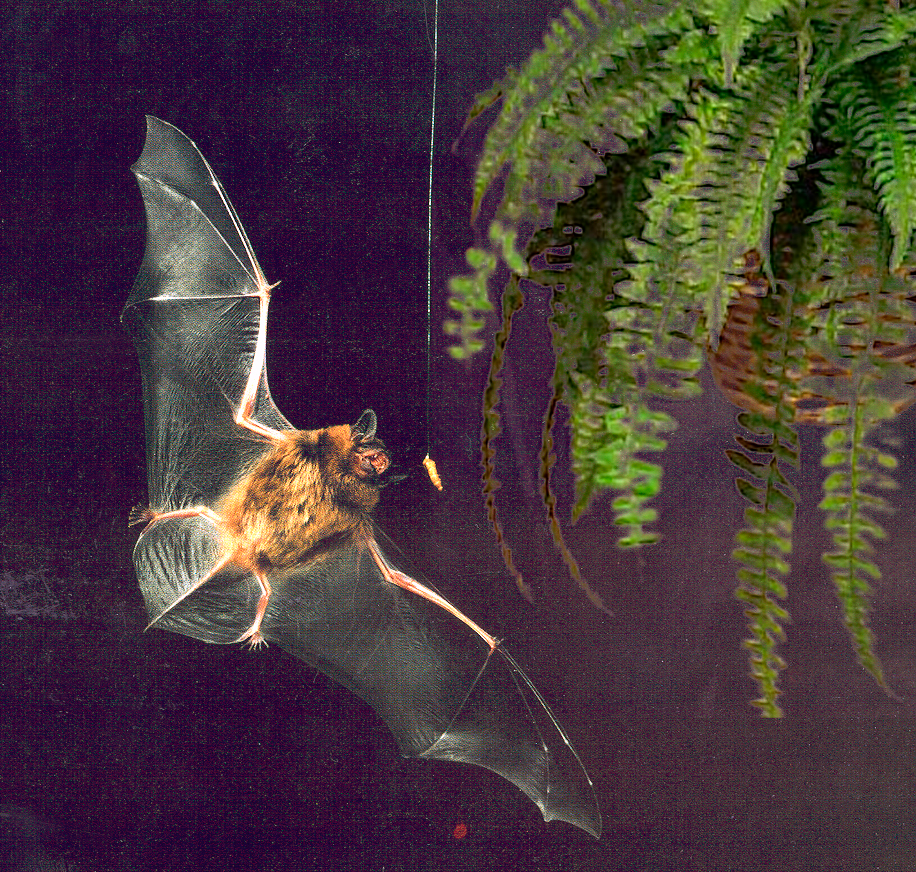
Liliac
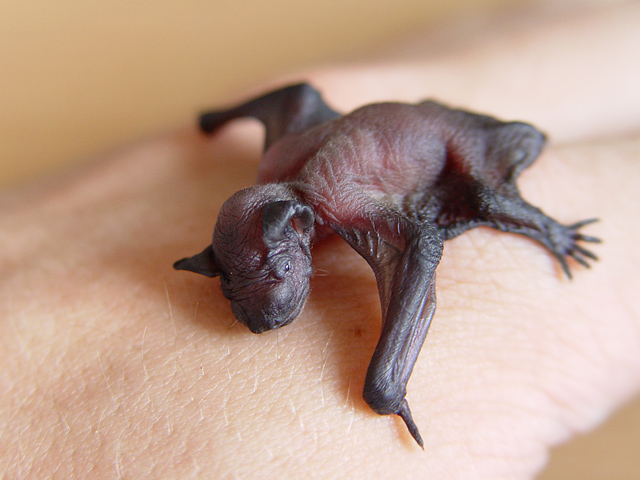
Liliac nounăscut, Pipistrelus pipistrelus.
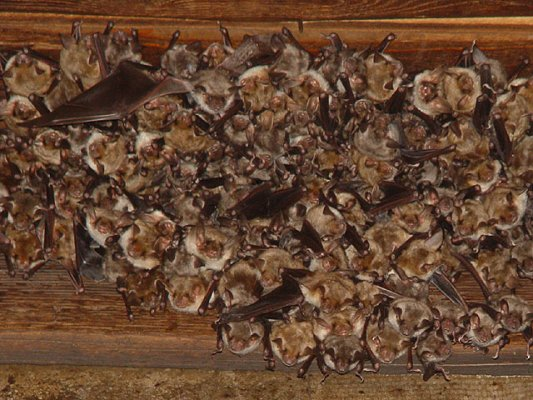
Colonie de  Myotis myotis.

## Arheologie
Peștera este foarte puțin cercetată din punct de vedere arheologic.
Au fost identificate urme ale omului preistoric, resturi de unelte de piatră neșlefuite care ar putea aparține omului de Neanderthal (probabil 50 000 ani în urmă). Sunt necesare săpături de specialitate în Sala Minunilor. 
Cu ocazia unor lucrări de amenajare turistică a peșterii, a fost descoperit de membrii CETM Alba un celt din bronz (topor). Acesta se afla depus într-o cavitate a peretelui, la aproximativ 20 m. deasupra nivelului râului și la 10 m. fată de intrarea peșterii. În momentul descoperirii, în interiorul orificiului de înmanusare se mai păstrau urme de lemn, acestea dezintegrându-se la scurtă vreme după scoaterea piesei la suprafață. Horea Ciugudean și Dan Anghel de la Muzeul Unirii l-au plasat ca vechime în limitele periodei Bz D - Ha A1 din partea a doua a epocii bronzului. Având în vedere contextul descoperirii, celtul de la Hudă poate fi considerat drept o depunere cu caracter votiv, el încadrându-se astfel în categoria binecunoscută a ofrandelor din peșteri.

## Legende

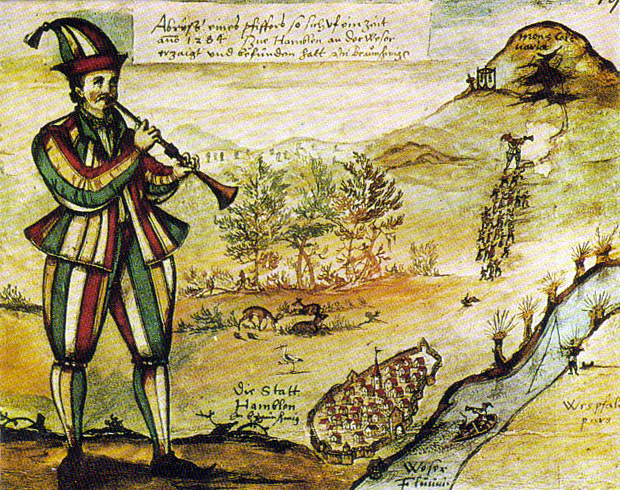
Veche pictură cu cântărețul din flaut din Hameln copiată de Freiherr Augustin von Moersperg de pe o frescă din Marktkirche Hamelin.

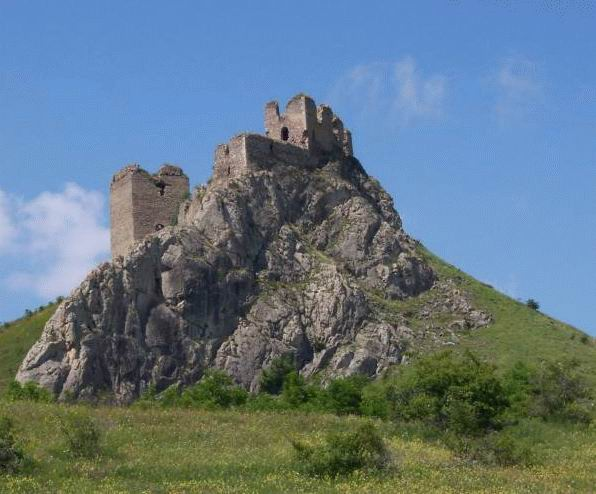
Cetatea Trascăului

Solomonar, șolomonar în Apuseni este unul dintre cele mai enigmatice personaje ale mitologiei populare românesti.  Stăpani ai vânturilor și călători prin nori, șolomonarii trăiesc în poveste, dar și  prin pădurile Bucovinei sau prin cătunele Apusenilor. Ei sunt inițiați în științele astrologiei, ale prezicerii viitorului, dar mai ales în stăpânirea tuturor fenomenelor meteorologice.
Ei se trag din vechii preoți asceți traco-geți - kapnobatai călători prin nori sau umblători prin fum, cei care săgetau norii spre a opri balaurii furtunilor. 
Șolomonarul poate fi comparat cu Kadmos, casta lor ca fiind moștenire dacică, șolomonarul din tradiția folclorică este rezultatul unui proces de zeificare a sacerdotului, provenind din preoți initiați.
Huda lui Papară este, dacă nu leaganul, cel puțin locul care a ținut în viață legenda și tradiția șolomonarilor. Această peșteră  a fost locuință și loc de cult pentru sute de generații preistorice. Aici s-a retras regele zeu al dacilor, Zamolxes, făcând din acest loc cale spre alte lumi.
Faptul că în zi senină de vară, fără nici un semn special, apa Văii Morilor își înzecește debitul pentru câteva ore, măturând în cale animale, căpițe de fân de pe lunci, uneori chiar oameni, nu putea avea decât o explicație.  În peștera își au salaș Șolomonarii aducători de ploie și balaurii lor.  În peștera sunt lacuri imense și când balaurii se scaldă, apa dă peste marginea lacurilor și inudă totul în aval.
In realitate, în poljia Vânătare, aflată peste munte, o ploie torențială de vară nevăzută din cătunul de Sub Piatră, cară crengi și căpițe cu care înfundă Ponorul de la Vânătări. În această pâlnie se pot aduna cantitați enorme de apă, care reușeșc intr-un sfârșit să spargă dopul format și să inunde  peștera și Valea Morilor. Totul durează câteva ore, apoi se revine brusc la normal.  Fenomenul este foarte neregulat.
O altă legendă, pornită probabil de la populația germană din zonă, leagă peștera cu cea din Hameln, Germania, în care Cântărețul de flaut cu flautul său fermecat a ascuns copiii orașului ca razbunare ca nu a fost plătit pentru salvarea urbiei de invazia șobolanilor.
Și tot ei fac legătura între peșteră și Dracula. Pe la 1290, la Sângiorgiu Trascăului (redenumit "Colțești" în a doua jumătate a sec. XX), peste culmea Bedeleului, la numai 8 km de Hudă a fost ridicat castelul nobiliar Thoroczkay (Cetatea Trascăului) pe ruinele vechiului castru roman. Construcția a fost făcută de sașii adusi din Austria și de secui care au rămas până în ziua de azi în cele două sate, Colțești și Rimetea. Din istoria zbuciumată a castelului se remarcă faptul ca Matei Corvin îl confiscă pentru mai mulți zeci de ani. Aici ar fi stat închis nimeni altul decât Vlad Tepes, prizonierul împăratului înainte de a prelua pentru a treia oară tronul Valahiei. 
În legendă se spune că temnița castelului are legătură cu peștera Huda lui Papară și ca Tepeș a conviețuit cu liliecii peșterii o bună bucată de timp. De aici explicația numarului mare de lilieci (simbolul vampirismului) în această peșteră?
Izvor cu apă tămăduitoare este considerat izvorul ce se află la capătul punții care trece peste Valea Morilor, la ieșirea din peșteră.

## Satul cu două dimineți
La atâta mister și legendă, locul mai are și un fenomen bizar. Pentru cele câteva case din micuța depresiune de la gura peșterii, soarele răsare de două ori pe zi. Astfel, la orele dimineții, ca oriunde pe pământ și aici răsare soarele. Apare de după culmea Bedeleului și se ridică pe cer. Dar după câteva ore el dispare după vârful peretelui de calcar ce adăpostește peștera. Acest perete impozant acoperă aici jumătate din bolta cerului. După aproape două ore, soarele răsare iarăși în partea vestică a muntelui și va apune seara după culmile mai domoale de la vestul depresiunii.

## Imagini

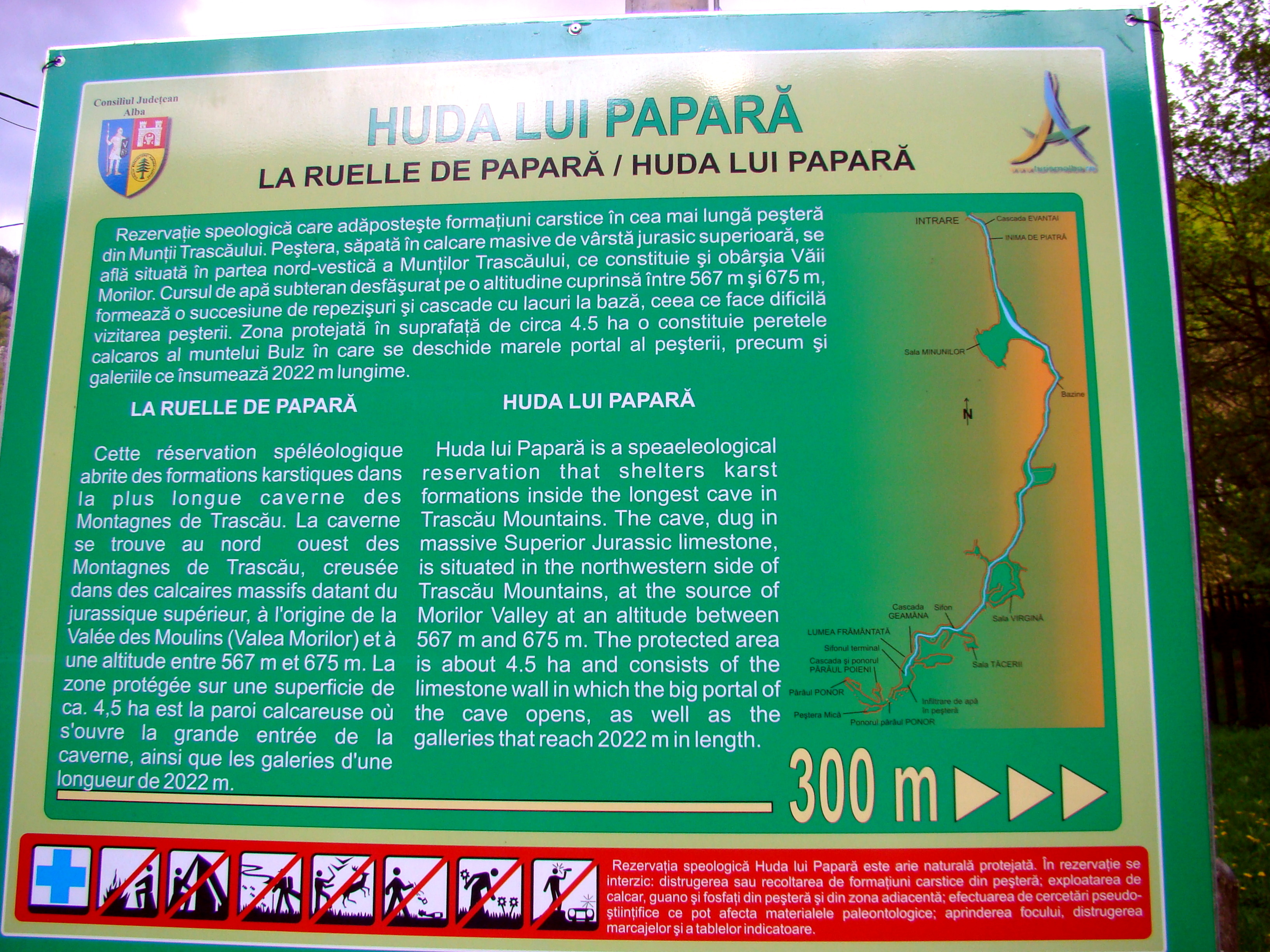
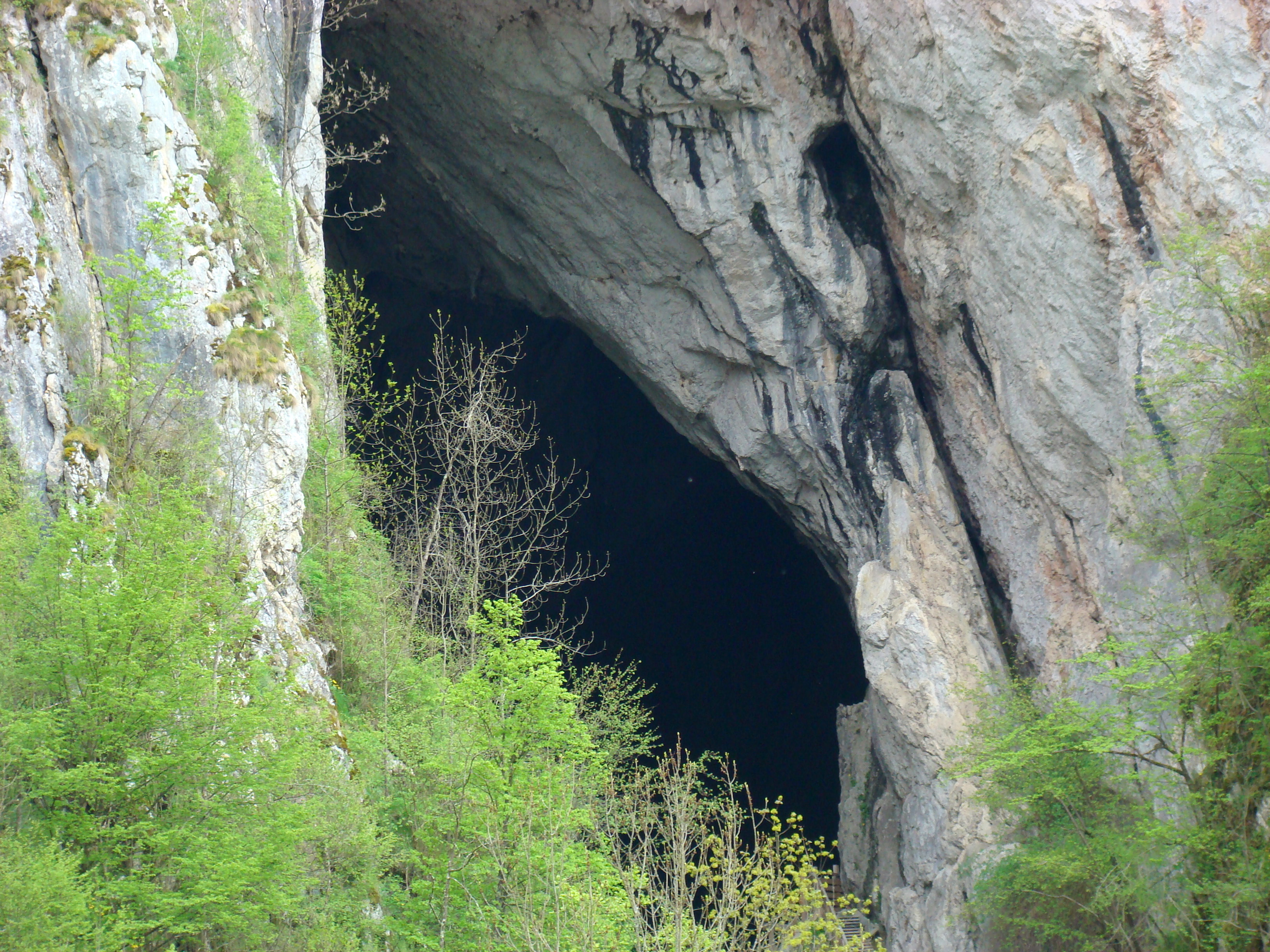
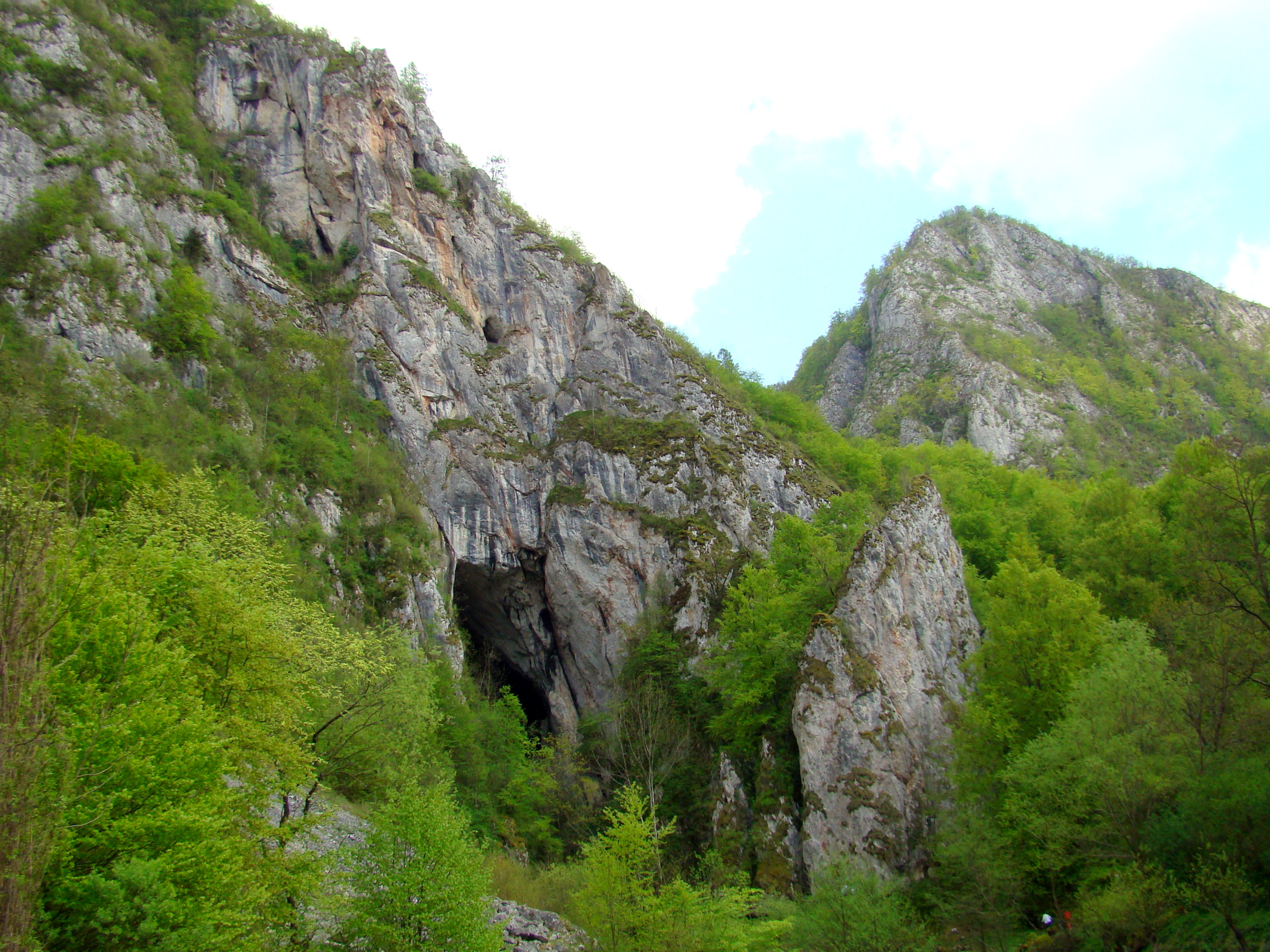
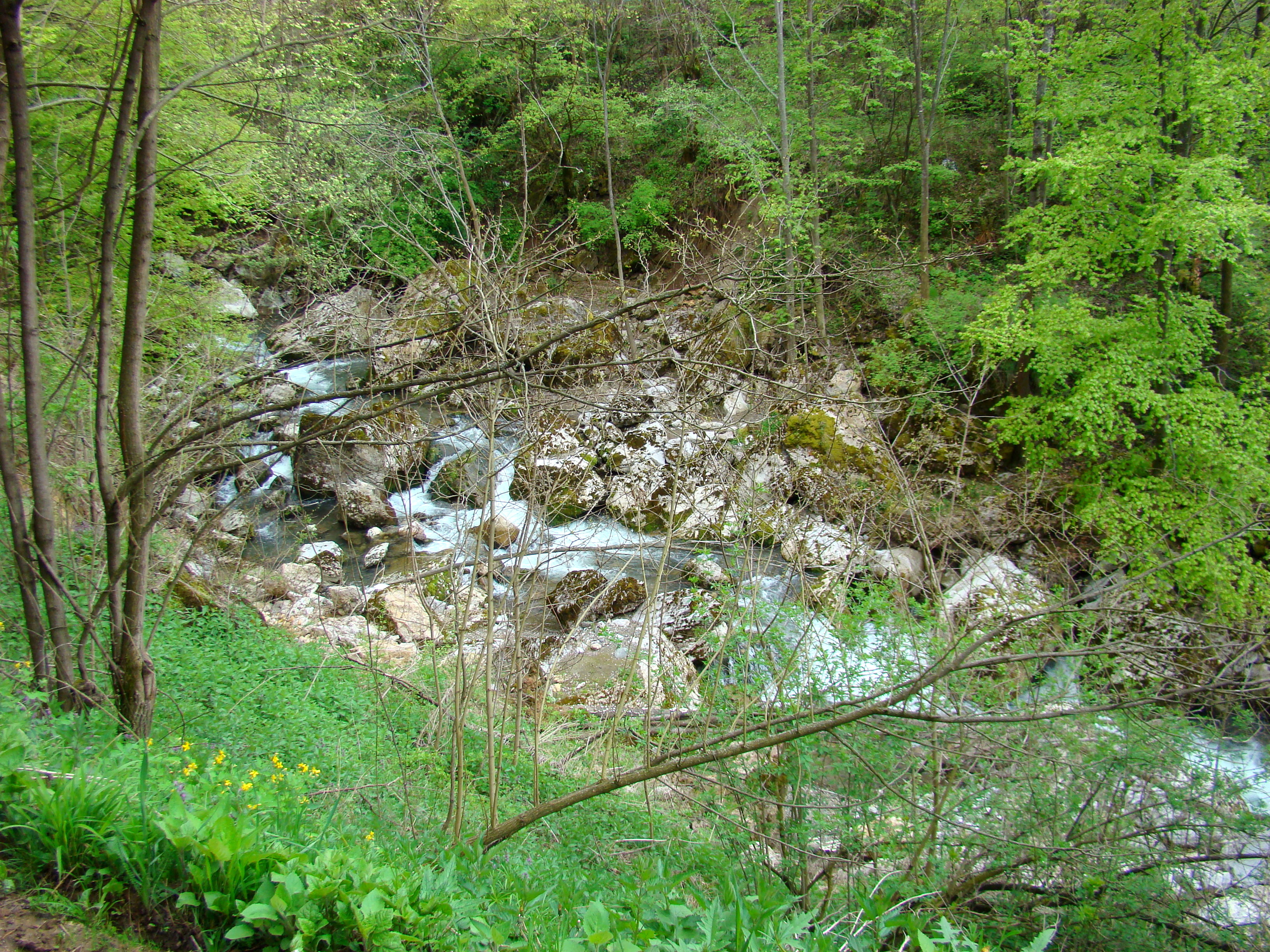